# جان کدبری
جان کدبری (به انگلیسی: John Cadbury) (زاده ۱۲ اوت ۱۸۰۲ - درگذشته ۱۱ مه ۱۸۸۹) کارآفرین و بازرگان بریتانیایی بود، که در سال ۱۸۲۴ شرکت کدبری را در شهر بیرمنگام تأسیس نمود.
این شرکت هم‌اکنون یکی از بزرگترین تولیدکنندگان فراورده‌های قندی جهان است. کدبری در سال ۲۰۱۰ به ارزش ۱۶٫۲ میلیارد دلار، توسط شرکت آمریکایی کرفت فودز خریداری شد و در حال حاضر متعلق به شرکت موندلیز می‌باشد.